# Costa Oeste de los Estados Unidos
La Costa Oeste de los Estados Unidos, también conocida como la Costa del Pacífico y la Orilla Occidental, es la línea costera donde el occidente de los Estados Unidos se encuentra con el Océano Pacífico Norte. El término se refiere típicamente a los estados contiguos de California, Oregón y Washington, pero ocasionalmente incluye a Alaska y Hawái en usos burocráticos. Por ejemplo, el Censo de los Estados Unidos considera a ambos como parte de una división geográfica mayor.

## Definición
Existen definiciones conflictivas sobre qué estados comprenden la Costa Oeste de los Estados Unidos, pero esta siempre incluye a California, Oregón y Washington como parte de la definición. Sin embargo, a menudo también se suman los tres estados contiguos y Alaska por estar todos en América del Norte. Para fines censales, Hawái es considerado parte de la Costa Oeste, junto con los otros cuatro estados. Encyclopædia Britannica describe la región norteamericana como parte de la Costa del Pacífico, incluyendo Alaska y Columbia Británica. Aunque la enciclopedia reconoce que en algunos casos se incluye Hawái, apunta que "tiene poco en común geológicamente con los estados continentales."

## Historia
La historia de la Costa Oeste comienza con la llegada de los primeros humanos conocidos en las Américas, los Paleoindios, que cruzaron el estrecho de Bering desde Eurasia hacia América del Norte a través de un puente de tierra, Beringia, existente entre 45 000 a. C. y 12 000 a. C. (47 000–14 000 años atrás). Pequeños grupos de cazadores-recolectores migraron junto a manadas de grandes herbívoros hacia el interior de Alaska. Entre 16 500 a. C. y 13 500 a. C. (18 500–15 500 años atrás), se abrieron corredores libres de hielo por la costa del Pacífico y los valles de Norteamérica, e incluso es posible que parte de la migración fuera por vía marítima.
Los Nativos de Alaska, Pueblos indígenas de la costa noroeste del Pacífico y diversos pueblos indígenas de California descienden de esos Paleoindios. Con el paso del tiempo, desarrollaron lenguas y establecieron rutas comerciales.[cita requerida]
Más tarde, exploradores y colonos españoles, británicos, franceses, rusos y estadounidenses comenzaron a colonizar el área.[cita requerida]

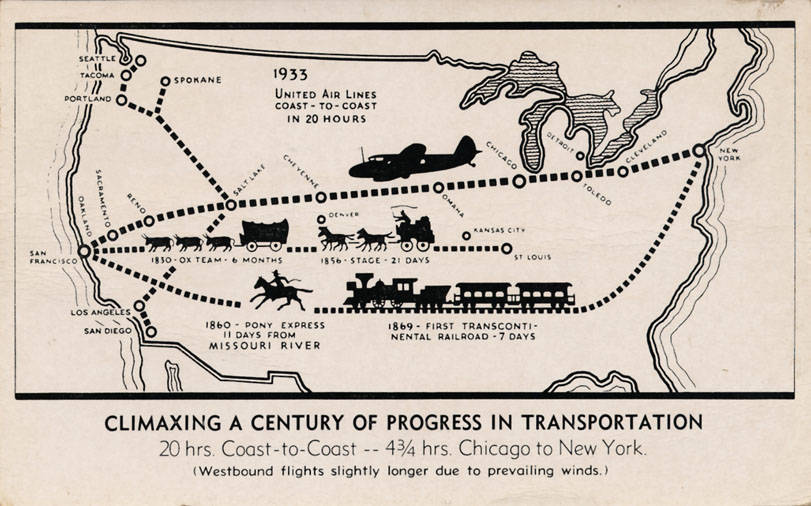
Momento de la finalización del primer ferrocarril transcontinental en 1869.

El 10 de mayo de 1869 se completó el primer ferrocarril transcontinental, uniendo la Costa Oeste con la Costa Este de los Estados Unidos.

## Clima
La Costa Oeste de los Estados Unidos presenta un clima oceánico en su extremo noroeste, norte y áreas al este hacia la frontera con Canadá; sin embargo, desde el norte de California hacia la frontera con México, el clima es de tipo mediterráneo. Mientras la parte norte y noroeste (Washington y Oregón) registra precipitaciones moderadas (especialmente en invierno), gran parte de la costa californiana es árida durante la mayor parte del año.
Las temperaturas en la costa son significativamente más moderadas que en el interior durante el verano. En el norte de California, por ejemplo, existe una diferencia de 17 °C (30 °F) entre Eureka y Willow Creek, pese a que solo están a 40 km de distancia y que Willow Creek se sitúa a 500 m de altitud. Estas diferencias se explican parcialmente por las corrientes frías del océano Pacífico y por las cadenas montañosas que impiden que el aire marítimo se adentre en el interior.[cita requerida]
La niebla costera también es determinante en mantener frescas las orillas. Si bien es famosa en el Área de la Bahía de San Francisco, la niebla afecta igualmente a Santa Mónica en Los Ángeles, provocando los llamados “gris de mayo” y “melancolía de junio”. En la costa californiana las oscilaciones térmicas anuales son muy leves, con veranos frescos en lugares como San Francisco (similares a partes del norte de Europa) y climas más cálidos y estables al sur. Un corto trayecto tierra adentro refleja un verano con temperaturas equiparables a otras zonas de EE. UU. en las mismas latitudes, a veces más altas por los vientos provenientes de los desiertos de Nevada y Arizona.[cita requerida]

## Gobierno y política
Exceptuando Alaska, el Partido Demócrata domina históricamente en la Costa Oeste, con triunfos electorales consistentes a varios niveles de gobierno. Cuatro de los cinco estados de la Costa Oeste han respaldado candidatos demócratas en las elecciones presidenciales desde 1992, y tres de ellos desde 1988.

### Gobiernos estatales
| Estado     | Gobernador    | Partido | Partido     | Mandato                | Mandato |
| Estado     | Gobernador    | Partido | Partido     | Inicio                 | Fin     |
| ---------- | ------------- | ------- | ----------- | ---------------------- | ------- |
| Alaska     | Mike Dunleavy |         | Republicano | 3 de diciembre de 2018 | 2026    |
| California | Gavin Newsom  |         | Demócrata   | 7 de enero de 2019     | 2027    |
| Hawái      | Josh Green    |         | Demócrata   | 5 de diciembre de 2022 | 2026    |
| Oregón     | Tina Kotek    |         | Demócrata   | 9 de enero de 2023     | 2027    |
| Washington | Bob Ferguson  |         | Demócrata   | 15 de enero de 2025    | 2029    |

### Ideología y fuerza partidista
A menudo, la Costa Oeste se alude específicamente a California, Oregón y Washington debido a sus tendencias políticas similares. En 2017, el columnista David Sarasohn de The Oregonian describió estos tres estados como un “muro azul” unido por posturas similares sobre inmigración, aborto, cambio climático y libertades civiles. Para 2016, los estados de la Costa Oeste legalizaron el consumo recreativo de marihuana luego de que California así lo aprobara. De acuerdo con una encuesta de Pew Research Center de 2019, el 72% de los adultos en los estados del Pacífico afirmaron que “el cambio climático está afectando, al menos en parte, a su comunidad local”, el porcentaje más alto de cualquier región del país.
Desde 1992, los tres estados han votado ininterrumpidamente por demócratas en las elecciones presidenciales (y Oregón y Washington lo hicieron también en 1988).

Tras las elecciones de 2022, el Partido Demócrata controlaba todos los escaños costeros occidentales en la Cámara de Representantes de los Estados Unidos.

En la década de 2010, los demócratas reforzaron su dominio. Tras ganar una elección especial en un distrito clave de Washington en 2017, consolidaron una government trifecta en California, Oregón y Washington. Tras las Elecciones a la Cámara de Representantes de Estados Unidos de 2022, el Partido Demócrata controló todos los distritos congresionales que colindan con la costa del Pacífico.
Hawái no se suele considerar parte de la Costa Oeste en el sentido político, aunque es un bastión demócrata. Antes de convertirse en estado (1959), ya era favorable a los demócratas, quienes impulsan su admisión. Los Southern Democrats se oponían porque supondría votos adicionales contrarios a su región en varios temas. Desde que es estado, Hawái solo ha votado por un republicano en 1972 y 1984.
A diferencia del resto, Alaska es un estado típicamente republicano en presidenciales. Desde que se integró a la Unión, solo apoyó al candidato demócrata en 1964. En 1960, estuvo muy reñida, pero se inclinó por el republicano Richard Nixon frente al demócrata John F. Kennedy. Desde 1968 en adelante, su voto fue invariablemente republicano.  Los cinco estados votaron por Lyndon B. Johnson en su gran victoria de 1964, y volvieron a coincidir en 1972 y 1984 al respaldar a Richard Nixon y Ronald Reagan, respectivamente.

### Historia de las elecciones presidenciales
| Partidos  | Partidos    | Partidos    |
| --------- | ----------- | ----------- |
| Demócrata | Republicano | Progresista |

- Negrita denota al ganador de la elección.

| Año  | ! Alaska      | ! California    | ! Hawái       | ! Oregón        | ! Washington    |
| ---- | ------------- | --------------- | ------------- | --------------- | --------------- |
| 1852 | Sin elección  | Pierce          | Sin elección  | Sin elección    | Sin elección    |
| 1856 | Sin elección  | Buchanan        | Sin elección  | Sin elección    | Sin elección    |
| 1860 | Sin elección  | Lincoln         | Sin elección  | Lincoln         | Sin elección    |
| 1864 | Sin elección  | Lincoln         | Sin elección  | Lincoln         | Sin elección    |
| 1868 | Sin elección  | Grant           | Sin elección  | Seymour         | Sin elección    |
| 1872 | Sin elección  | Grant           | Sin elección  | Grant           | Sin elección    |
| 1876 | Sin elección  | Hayes           | Sin elección  | Hayes           | Sin elección    |
| 1880 | Sin elección  | Hancock         | Sin elección  | Garfield        | Sin elección    |
| 1884 | Sin elección  | Blaine          | Sin elección  | Blaine          | Sin elección    |
| 1888 | Sin elección  | Harrison        | Sin elección  | Harrison        | Sin elección    |
| 1892 | Sin elección  | Cleveland       | Sin elección  | Harrison        | Harrison        |
| 1896 | Sin elección  | McKinley        | Sin elección  | McKinley        | Bryan           |
| 1900 | Sin elección  | McKinley        | Sin elección  | McKinley        | McKinley        |
| 1904 | Sin elección  | Roosevelt       | Sin elección  | Roosevelt       | Roosevelt       |
| 1908 | Sin elección  | Taft            | Sin elección  | Taft            | Taft            |
| 1912 | Sin elección  | Roosevelt       | Sin elección  | Wilson          | Roosevelt       |
| 1916 | Sin elección  | Wilson          | Sin elección  | Hughes          | Wilson          |
| 1920 | Sin elección  | Harding         | Sin elección  | Harding         | Harding         |
| 1924 | Sin elección  | Coolidge        | Sin elección  | Coolidge        | Coolidge        |
| 1928 | Sin elección  | Hoover          | Sin elección  | Hoover          | Hoover          |
| 1932 | Sin elección  | F. D. Roosevelt | Sin elección  | F. D. Roosevelt | F. D. Roosevelt |
| 1936 | Sin elección  | F. D. Roosevelt | Sin elección  | F. D. Roosevelt | F. D. Roosevelt |
| 1940 | Sin elección  | F. D. Roosevelt | Sin elección  | F. D. Roosevelt | F. D. Roosevelt |
| 1944 | Sin elección  | F. D. Roosevelt | Sin elección  | F. D. Roosevelt | F. D. Roosevelt |
| 1948 | Sin elección  | Truman          | Sin elección  | Dewey           | Truman          |
| 1952 | Sin elección  | Eisenhower      | Sin elección  | Eisenhower      | Eisenhower      |
| 1956 | Sin elección  | Eisenhower      | Sin elección  | Eisenhower      | Eisenhower      |
| 1960 | Nixon         | Nixon           | Kennedy       | Nixon           | Nixon           |
| 1964 | L. B. Johnson | L. B. Johnson   | L. B. Johnson | L. B. Johnson   | L. B. Johnson   |
| 1968 | Nixon         | Nixon           | Humphrey      | Nixon           | Humphrey        |
| 1972 | Nixon         | Nixon           | Nixon         | Nixon           | Nixon           |
| 1976 | Ford          | Ford            | Carter        | Ford            | Ford            |
| 1980 | Reagan        | Reagan          | Carter        | Reagan          | Reagan          |
| 1984 | Reagan        | Reagan          | Reagan        | Reagan          | Reagan          |
| 1988 | G. H. W. Bush | G. H. W. Bush   | Dukakis       | Dukakis         | Dukakis         |
| 1992 | Bush          | Clinton         | Clinton       | Clinton         | Clinton         |
| 1996 | Dole          | Clinton         | Clinton       | Clinton         | Clinton         |
| 2000 | G. W. Bush    | Gore            | Gore          | Gore            | Gore            |
| 2004 | G. W. Bush    | Kerry           | Kerry         | Kerry           | Kerry           |
| 2008 | McCain        | Obama           | Obama         | Obama           | Obama           |
| 2012 | Romney        | Obama           | Obama         | Obama           | Obama           |
| 2016 | Trump         | Clinton         | Clinton       | Clinton         | Clinton         |
| 2020 | Trump         | Biden           | Biden         | Biden           | Biden           |
| 2024 | Trump         | Harris          | Harris        | Harris          | Harris          |
| Año  | Alaska        | California      | Hawái         | Oregón          | Washington      |

## Demografía

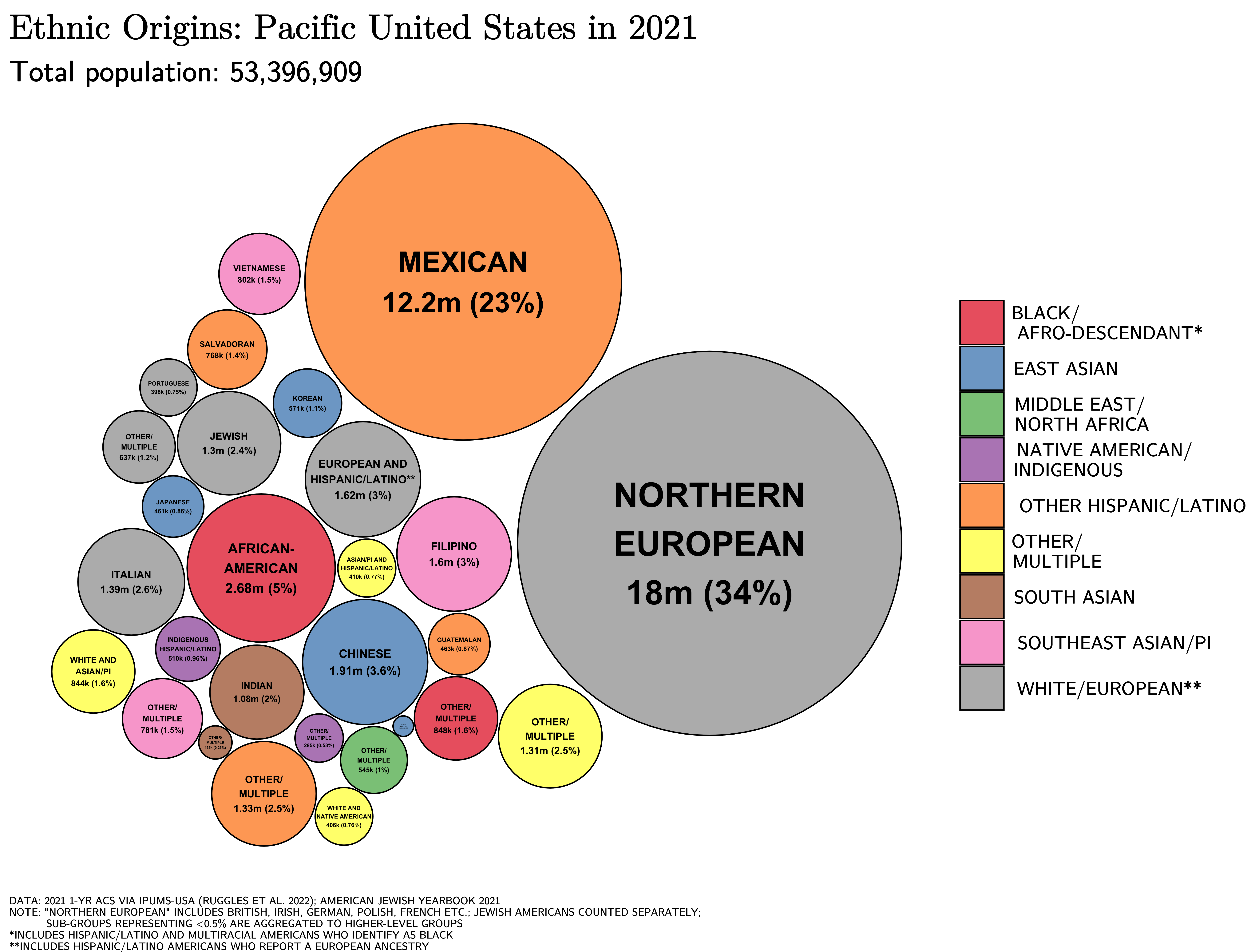
Origen étnico en los estados del Pacífico

Según los resultados del censo de los Estados Unidos de 2020, 16 de las 20 ciudades más grandes de la Costa Oeste se encuentran en California. Los Ángeles, San Diego y San José, todas entre las 10 ciudades más pobladas del país, lideran la Costa Oeste en población, con más de un millón de habitantes cada una, siendo Los Ángeles casi tres veces más grande que la población de San Diego. Detrás de estas tres ciudades, San Francisco, Seattle y Portland ocupan, respectivamente, el cuarto, quinto y sexto lugar en población. La capital y ciudad más grande de Hawái, Honolulu, es la 13.ª ciudad más grande, y la ciudad más grande de Alaska, Anchorage, se ubica en el 17.º lugar de la Costa Oeste.
| Ciudad        | Población (2020) |
| ------------- | ---------------- |
| Los Ángeles   | 3,898,747        |
| San Diego     | 1,386,932        |
| San José      | 1,013,240        |
| San Francisco | 873,965          |
| Seattle       | 737,015          |
| Portland      | 652,503          |
| Fresno        | 542,107          |
| Sacramento    | 524,943          |
| Long Beach    | 466,742          |
| Oakland       | 440,646          |

## Cultura
La historia de California como colonia española y luego territorio mexicano confiere a gran parte de la Costa Oeste un tono Hispanoamericano, similar al del Suroeste de Estados Unidos. Además, dos de las tres ciudades con mayor concentración de asiático-estadounidenses (San Francisco y Los Ángeles) se ubican precisamente en la Costa Oeste, además de otras ciudades con fuertes comunidades asiáticas. El Chinatown de San Francisco, el más antiguo de América del Norte, es un importante referente cultural.
La región también concentra un alto número de ciudades verdes de EE. UU., reflejado en costumbres como el uso de la bicicleta y la jardinería orgánica.
El área de Los Ángeles ejerce una gran influencia mundial por la presencia de la industria cinematográfica de Hollywood, considerándose la “capital creativa del mundo”, dado el porcentaje de población que trabaja en el sector del entretenimiento. Asimismo, parte del Área de la Bahía de San Francisco se conoce popularmente como Silicon Valley, por la fuerte presencia de empresas de software y gigantes tecnológicos como Apple, Meta o Alphabet.
En el Noroeste del Pacífico, las ciudades de Portland y Seattle destacan como capitales cafeteras, hogar de tostadores independientes y cadenas como Starbucks (originada en Seattle). La abundancia de bosques, montañas y un clima lluvioso han forjado una cultura lectora, con grandes bibliotecas (como la Seattle Central Library) y librerías emblemáticas (por ejemplo, Powell's Books). Existe también un movimiento independentista marginal basado en el biorregionalismo y la identidad de Cascadia, siendo la Doug flag su símbolo recurrente en eventos deportivos (p.ej., partidos de Seattle Sounders FC y Portland Timbers).[cita requerida]
Alaska es muy valorada por sus espacios naturales, con actividades particulares: la carrera de motos de nieve Iron Dog desde Anchorage a Nome y, posteriormente, a Fairbanks, así como el World Ice Art Championships (en Fairbanks) o el Sitka Whalefest (en Sitka).[cita requerida]

## Transporte

El Coast Starlight, tren de pasajeros de Amtrak que conecta la mayor parte de la Costa Oeste

El Coast Starlight es la principal ruta de ferrocarril de pasajeros de Amtrak a lo largo de la Costa Oeste. BNSF Railway y Union Pacific Railroad poseen y operan redes ferroviarias que enlazan las ciudades costeras. Para el tránsito por carretera, destaca la Interstate 5, la vía principal norte-sur que recorre la zona, aunque solo va pegada a la costa hasta Dana Point. La California State Route 1 es la ruta escénica más famosa del litoral californiano, conectando con la U.S. Route 101 desde Leggett para el norte de California, Oregón y Washington. También existen rutas de senderismo como la Sierra High Route.
Varios aeropuertos internacionales importantes de EE. UU. se encuentran en la Costa Oeste, como el Seattle–Tacoma International Airport, el San Francisco International Airport y el Los Angeles International Airport. Seattle, San Francisco y Los Ángeles sirven como puertas de entrada a la Cuenca del Pacífico, con múltiples conexiones transcontinentales y transpacíficas.